# Битка на Завлаци 1941.
Битка на Завлаци је најзначајнији окршај који је уследио после ослобођења Лознице. Четници су се сукобили са једном четом Немаца у јачину од 207 војника под командом капетана фон дер Оленица, који је кренуо из Ваљева у помоћ нападнутом гарнизону у Лозници. Та јединица се сукобила код Осечине са мањом групом четника и успела да се пробије до Завлаке. На Завлаци се налазио капетан Драја Јеремић са његовим батаљоним који је примио борбу са Немцима.

## Битка
У првом судару Немци, далеко боље наоружани аутоматским оружјем, потиснули су четнике, заузели Завлаку, овладали једним узвишењем изнад тог села и забаракадирали се у кућама освојеног места ради одбране.
Четници су извршили против напад и овладали узвишењем изнад Завлака. У тој борби при јуришу погинуо је капетан Драја Јеремић, пресечен рафалом немачког митраљеза. Његов брат Душан Јеремић, учитељ и резервини поручник, преузео је команду и наставио борбу. Намера му је била да одржи обруч опсаде док Немци не истроше муницију, па да их примора на предају. Уследила је жестока размена ватре, али су четници онда сазнали да су Немци ухватили 30 људи из села као таоце. Решено је да се под заштитом мрака изврши напад у циљу њиховог особођења. Напад, међутим, није успео, јер су Немци били добро утврђени.
У том тренутко на положају код Завлаке појавио се капетан Миливој Ковачевић са једном четом појачања, којом је командовао потпоручникик Ратко Теодисијевић. Капетан Ковачевић је преузео команду и поново извршио ноћни напад. Немци су узвратили ватром под којом је главнина њихове војске на брзину успела да се потрпа у камионе који су ту били паркирани и да побегну, док им је мања група штитила одступницу. Међутим, ти камиони који кренуше према Мојковићу нису могли да се извуку, пошто је вис изнад Завлаке био поседнут са четничким снагама, као и цео пут до Мојковић. Када су Немци стигли до тога виса - стене, обасуле су их бомбе четника. Немци су почели панично да скачу из камиона и беже куд који помраку. Већина их је заробљена, а када је свануо дан почејело је пребројавање мртвих и рањених.
Заробљени Немци су одмах упућени у манастир Петковицу ради предаје у главни штаб Драгославу Рачићу. Њихово спровеђење капетан Миливој Ковачевић је поверио потпоручник Ратку Теодосијевић, који је опрезно кренуо преко Текериша за Петковицу. Између Цера и Текериша напало га је десетак Немаца, под командом капетана фон дер Оленица. Ова немачка десетина је успела да се извуче из Завлаке и да по мраку стигне близу Цера. Теодосијевић је зауставио заробљенике, око њих је оставио потребно обезбеђење и са већином својих бораца појурио потеру за нападачима. После краће борбе Немци су сви листом изгинулу, заједно са капетаном фон дер Оленицом, који се борио до последњег метка.
У борбама на Завлаци и околини погинуло је 26 четника на челу са капетаном Драјом Јеремићем, док их је десетак рањено. Немци су имали 21 погинулих укључујући и капетана фон дер Олениц, и 80 заробљених немачких војника, од којих је известан број рањен. Четници су запленили 12 камиона, два аутомобила, три мотоцикла, 27 сандука муниције, једну радио-станицу (премда оштећену), скоро 200 пушака и око 20 комада разног аутоматског оружја.